# Hartsville (New York)
Hartsville è un comune degli Stati Uniti d'America, situato nello stato di New York, nella contea di Steuben.